# Medijana
Medijana je arheološki lokalitet u istočnom dijelu grada Niša pokraj puta za Nišku Banju. Ona obuhvaća luksuzno carsko imanje s velikom ekonomijom koje je podignuto početkom 4. stoljeća za vladavine Konstantina Velikog koji je rođen u današnjem Nišu. Smještena je nedaleko od Nišave i njen prostor obuhvaća preko 40 hektara u čijem se središtu nalazi tzv. Vila s peristilom. Pored nje u značajnije objekte u Medijani spadaju terme odnosno kupalište, žitnica i vodotoranj.

## Vanjske poveznice
- www.nis.org.yu: Podaci o Medijani na stranici grada Niša ()  Arhivirana inačica izvorne stranice od 11. lipnja 2008. (Wayback Machine)